# Атомиздат
Атомизда́т — советское специализированное издательство Государственного комитета Совета Министров СССР по использованию атомной энергии, существовавшее в 1957—1981 годы. Вошло в состав издательства «Энергоиздат».

## История
Создано в 1957 году как Государственное издательство литературы по атомной науке и технике Государственного комитета Совета Министров СССР по использованию атомной энергии.
С 1956 года издавало научный журнал «Атомная энергия», а с 1957 года «Атомная техника за рубежом».
В 1960 году переименовано в «Госатомиздат».
В 1963 году стало называться «Атомиздат».
В 1979 году издательством было выпущено 169 книг и брошюр, общий тираж которых составил свыше 2,2 млн экземпляров. Выпускало научную, научно-популярную литературу, справочную, учебную и производственную литературу по ядерной и атомной физике, ядерной энергетике, изотопному и ядернофизическому приборостроению, физике твёрдого тела, физике плазмы, радиохимии, радиобиологии, защите от излучений, геологии сырья атомной промышленности, дозиметрии.
В 1981 году объединёно с издательством «Энергия» в «Энергоиздат».